# Disnomia (disturbo del linguaggio)
La disnomia è la difficoltà o incapacità a richiamare alla memoria la parola corretta quando è necessaria. La disnomia può incidere sulle abilità del discorso, della scrittura o di entrambe.
La maggior parte degli individui ha problemi riguardanti il richiamo delle parole solo di tanto in tanto. Il problema diviene di rilevanza medica quando la difficoltà nel richiamare le parole interferisce con la vita quotidiana. In medicina si utilizzano dei test neuropsicologici per pervenire a una diagnosi specifica.
La disnomia si può sviluppare in seguito a un trauma cerebrale oppure può essere un disturbo dell'apprendimento. La disnomia conseguente a traumi al capo generalmente si riduce o scompare col passare del tempo.
Il disturbo dell'apprendimento non può essere eliminato, ma le persone aventi tale disturbo possono migliorare le loro abilità nella vita quotidiana utilizzando delle strategie per aggirare gli ostacoli che esso può comportare.

## Panoramica
I problemi relativi al richiamo delle parole dalla memoria diventa una condizione clinica quando sono sufficientemente severi da interferire con la vita quotidiana della persona. I test neuropsicologici degli individui aventi disnomia mostrano una significativa difficoltà nel richiamare nomi o parole.
Come condizione a lungo termine, la disnomia può essere:
- Un disturbo (ereditario o meno) dell'apprendimento;
- Un sintomo della demenza, incluso l'Alzheimer;
- Il risultato di un trauma cranico, inclusi incidenti e ictus;
- Un effetto collaterale di alcune droghe;
- Una conseguenza dell'invecchiamento.

La disnomia può essere descritta anche come un problema a breve termine relativo al richiamo di parole o nomi. In questo caso, si tratta di un sintomo e non di una condizione. La disnomia può essere un sintomo di intossicazione alcolica, basso tasso di glucosio nel sangue, commozione cerebrale, scompenso elettrolitico, carenza nutrizionale, ipogonadismo, ipertermia, ipotermia, ipossiemia ed altre condizioni o malattie.

## Sintomi
La disnomia compromette le abilità di linguaggio e di scrittura.
- I soggetti aventi disnomia possono sostituire con un sinonimo la parola che hanno difficoltà a richiamare, per esprimere ugualmente i loro pensieri. Le parole possono essere sostituite con parole simili nel significato o nel suono o, nei casi più gravi, con parole inventate senza senso.
- I disnomici impiegano più tempo per completare i test oppure lasciano incompleti i test a tempo.
- I disnomici possono interrompersi ed esitare o apparire in affanno nel tentativo di richiamare parole o nomi.

## Disnomia e anomia: differenze
La differenza tra disnomia e anomia è nel livello di funzione. Questo è indicato dalla natura dei nomi, dis-nomia e a-nomia. L'anomia “rende una persona completamente incapace di nominare oggetti familiari, come se fosse improvvisamente chiamata a parlare in una lingua straniera”. La disnomia, invece, è un livello più lieve di disfunzione, una forma grave del fenomeno di tipo “ce l'ho sulla punta della lingua” in cui il cervello non riesce a richiamare il nome o la parola richiesta.
Una rassegna di letteratura medica mostra che:
- L'anomia è più citata e studiata, probabilmente perché le persone anomiche hanno maggiori possibilità di essere ospedalizzate o istituzionalizzate.
- La disnomia appare con più frequenza in relazione a disturbi dell'apprendimento.

Nonostante le differenze, non esiste un criterio clinico chiaro che stabilisca un preciso limite oltre il quale la disnomia diventa anomia.

## Disnomia e afasia espressiva
La disnomia è un tipo di afasia espressiva.

## Relazione con la dislessia
Alcune teorie sulla natura della dislessia sostengono che essa sia causata dalla disnomia. Questa teoria suggerisce che “il deficit nel recupero delle denominazioni verbali crei una sorta di deficit della memoria a breve termine che sfocia nella difficoltà a richiamare le denominazioni verbali in fase di lettura”.
| Controllo di autorità | LCCN (EN) sh96011320 · BNE (ES) XX553356 (data) · BNF (FR) cb158390481 (data) · J9U (EN, HE) 987007542006705171 |